# Apache Archiva
Apache Archiva ist ein quelloffenes Repository-Verwaltungsprogramm der Apache Software Foundation, welches bei der Verwaltung von unternehmensweiten Build-Artefakt-Repositorys unterstützt. Im Februar 2024 wurde das Projekt archiviert.
Die Software dient zum Pflegen (Durchsuchen und Sichern) von Verzeichnissen und arbeitet mit Werkzeugen wie Maven, Continuum und Ant zusammen, die in der Programmierung ein fertiges Anwendungsprogramm automatisch erzeugen (CD/CI). Archiva zählt zu Apache-Integrationstechnologien wie CXF, Camel, Maven und Karaf.
Ab der Version 1.2 ist die XML-RPC-Suche und die Unterstützung für das M2Eclipse-Index-Format möglich geworden. Mit der Version 1.3 kam die Wiederherstellung von Metadaten und das Hochladen aus der Nutzer-Schnittstelle hinzu.

## Komponenten
- Remote-Repository-Proxy,
- Sicherheitszugriffsverwaltung,
- Speicherung von Build-Artefakten,
- Bereitstellung,
- Durchsuchen,
- Indizierung,
- Nutzungsberichte,
- erweiterbare Scanfunktionen